# North Carolina Zoo
Koordinaten: 35° 37′ 46″ N, 79° 45′ 52″ W
Der North Carolina Zoo liegt in der Nähe von Asheboro im US-Bundesstaat North Carolina und wurde 1974 eröffnet.
Er befindet sich auf einem 1100 Hektar großen, überwiegend waldreichen Gelände, von dem 200 Hektar erschlossen sind. Er ist ein Teil des Department of Natural and Cultural Resources (Ministeriums für natürliche und kulturelle Ressourcen) und neben dem Minnesota Zoo einer von zwei staatlich geförderten Zoos in den Vereinigten Staaten. Der North Carolina Zoo entstand aus einer Idee, die 1967 von den Raleigh Jaycees ins Leben gerufen wurde. Die Raleigh Jaycees sind junge Fachkräfte im Alter von 21 bis 40 Jahren, die ein Interesse an der Entwicklung von gemeinnützigen Projekten haben. Durch eine Reihe von Gelände-Verfügbarkeitsstudien und Spendenaktionen wurde der Standort im Randolph County so ausgewählt, dass er sich im Zentrum des Bundesstaates befand. Der Zoo liegt ca. 100 Kilometer westlich von Raleigh und 100 Kilometer nordöstlich von Charlotte. Er ist Mitglied der Association of Zoos and Aquariums (AZA).

## Tierbestand im Zoo und Anlagenkonzept
Anfang 2021 lebten im Zoo etwa 1800 Tiere. Die Gestaltung der Anlagen ist darauf ausgerichtet, Tiere in Gruppen und geografisch passenden Artengemeinschaften zu zeigen und zu züchten. Große Waldgebiete, weite Gras- und Krautlandschaften und künstlich angelegte Seen und Felsformationen schaffen für die Tiere artgerechte Lebensräume. Dazu ist der Zoo in Sektionen aufgeteilt, die beispielsweise Tiere aus Nordamerika, Afrika oder aus Wüstengebieten zusammenfassen. Wegen der Größe des Geländes wird am Ausbau zusätzlicher Anlagen stetig weiter gearbeitet. Nachfolgende Bilder zeigen einige ausgewählte Säugetierarten.

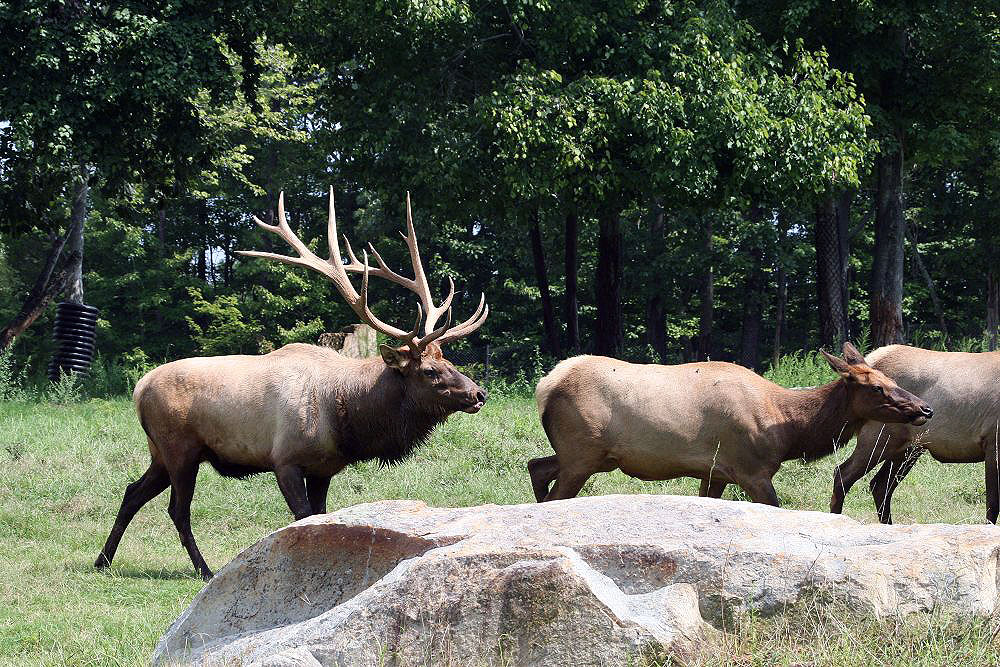
Wapitis
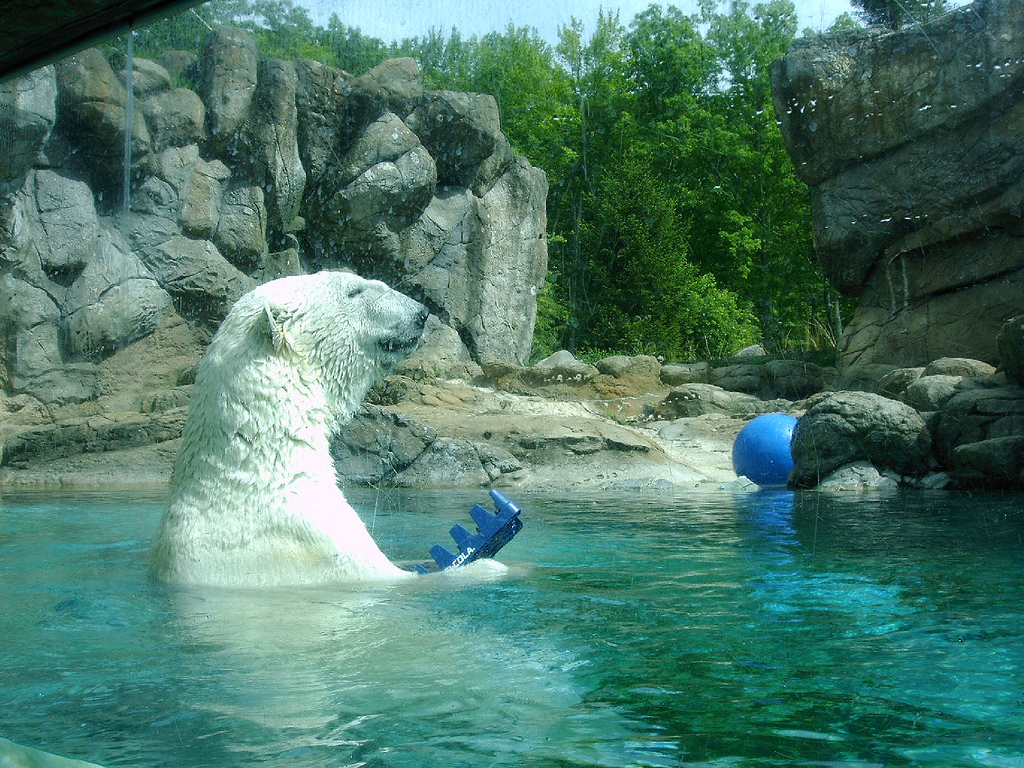
Eisbär
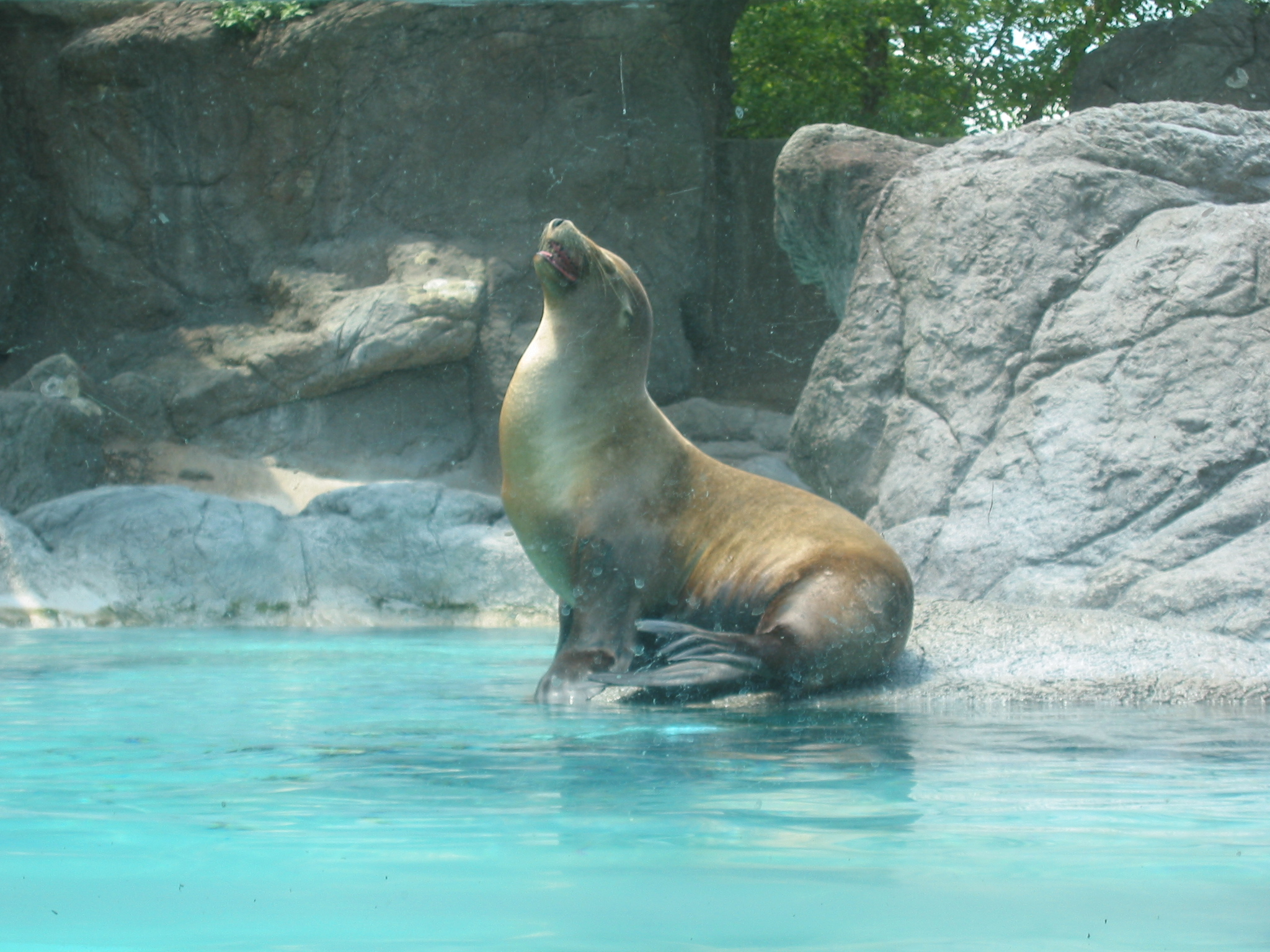
Kalifornischer Seelöwe
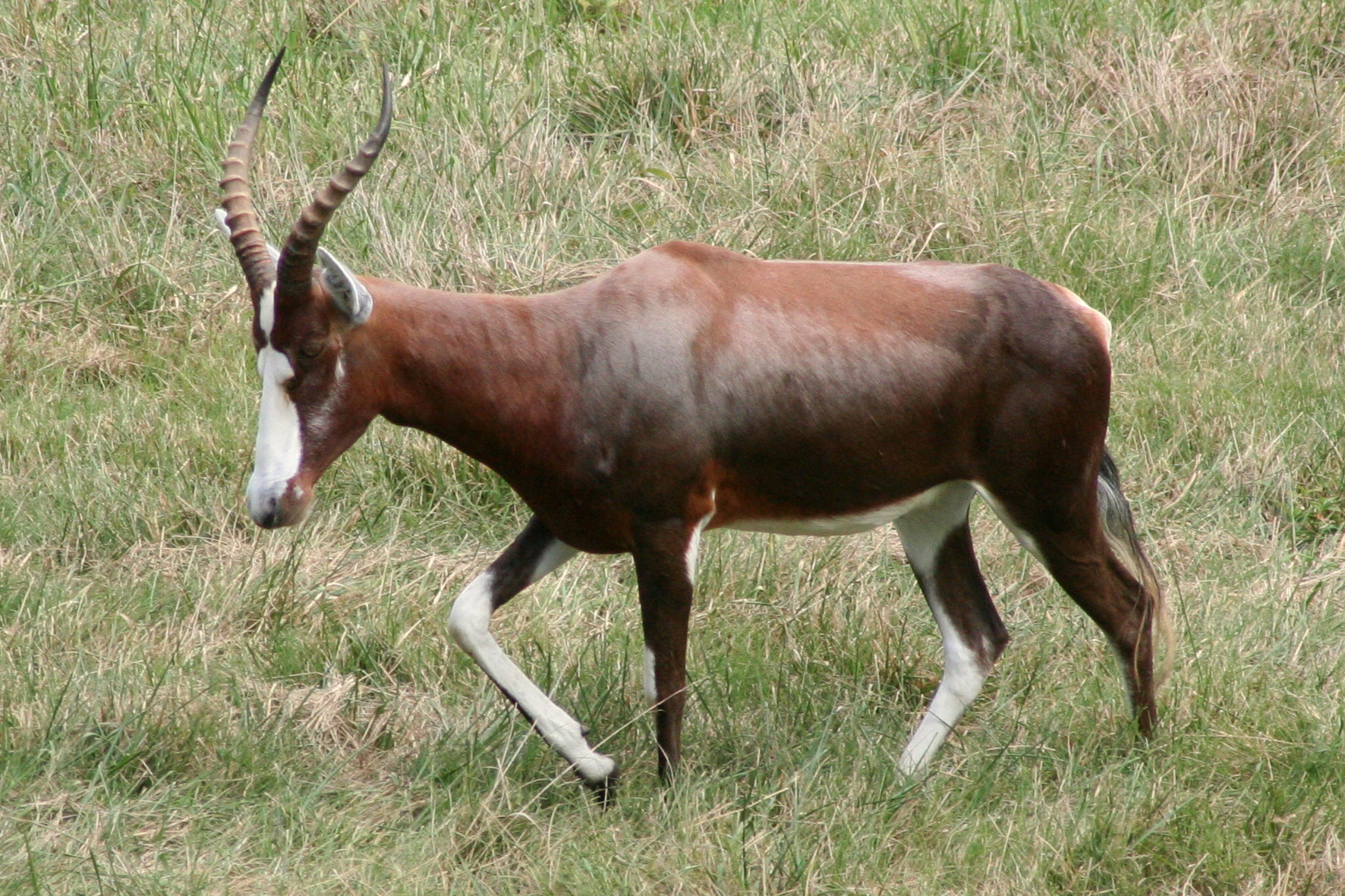
Blessbock

Spezielle Anlagen wurden für Vögel eingerichtet, wobei sowohl einheimische Arten wie beispielsweise Rennkuckucke (Geococcyx) (englisch Roadrunner) als auch tropische Singvögel und viele weitere Arten gehalten werden. Eine große Freiflughalle (R. J. Reynolds Forest Voliary) bildet die heißen und feuchten Bedingungen eines tropischen Regenwaldes ab. Sie beinhaltet mehr als dreitausend tropische Pflanzen und ermöglicht es den Besuchern, zwischen verschiedenen Arten frei fliegender tropischer Vögel zu wandern. Viele seltene Vogelarten zogen im Zoo auch erfolgreich ihre Brut groß, dazu zählen Goldbrillenvogel (Cleptornis marchei), Rotstirn-Bartvogel (Tricholaema leucomelas), Hornlund  (Fratercula corniculata) und Graukopfliest (Halcyon leucocephala). Nachfolgende Bilder zeigen einige ausgewählte Vogelarten.

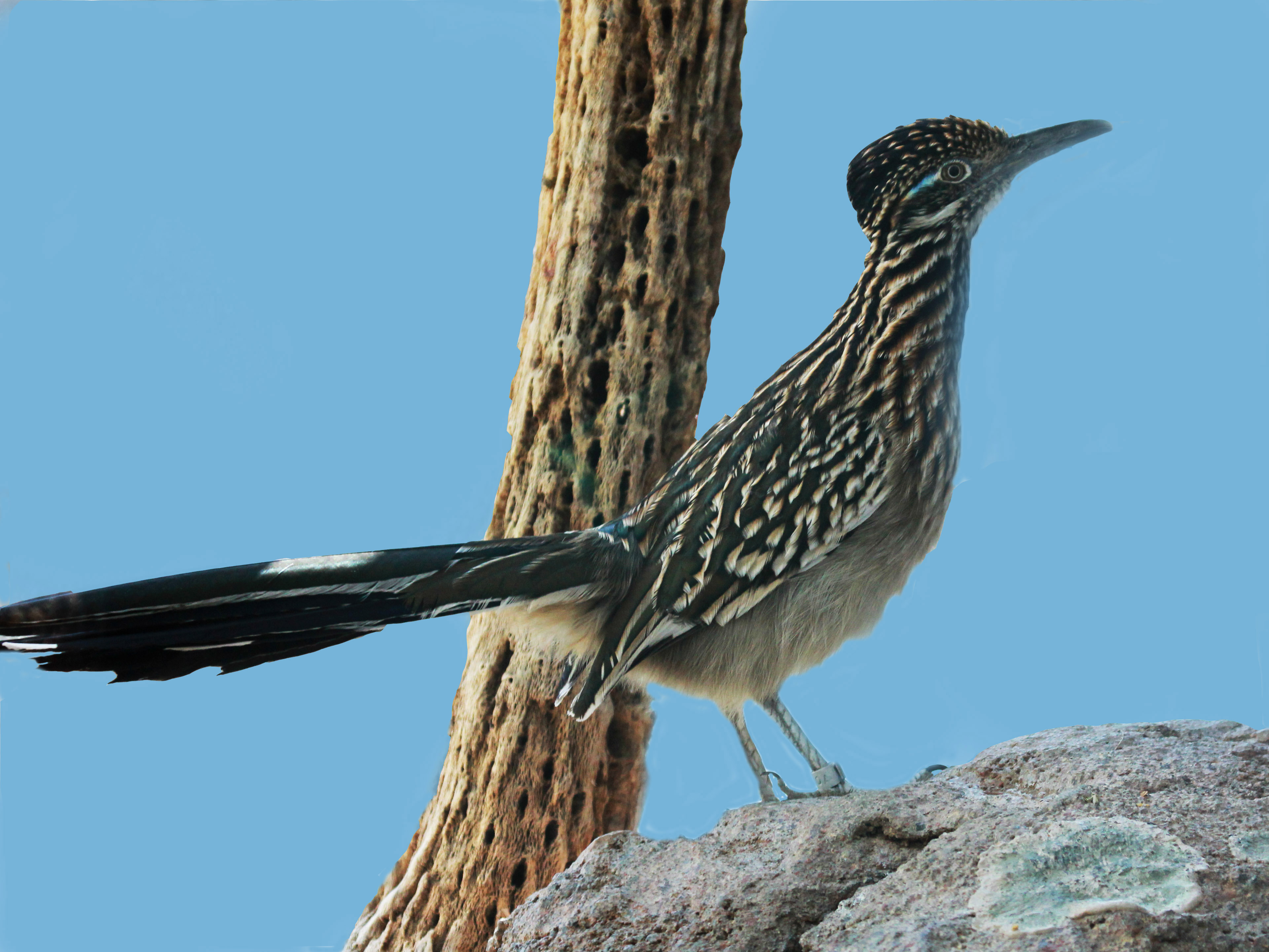
Großer Rennkuckuck
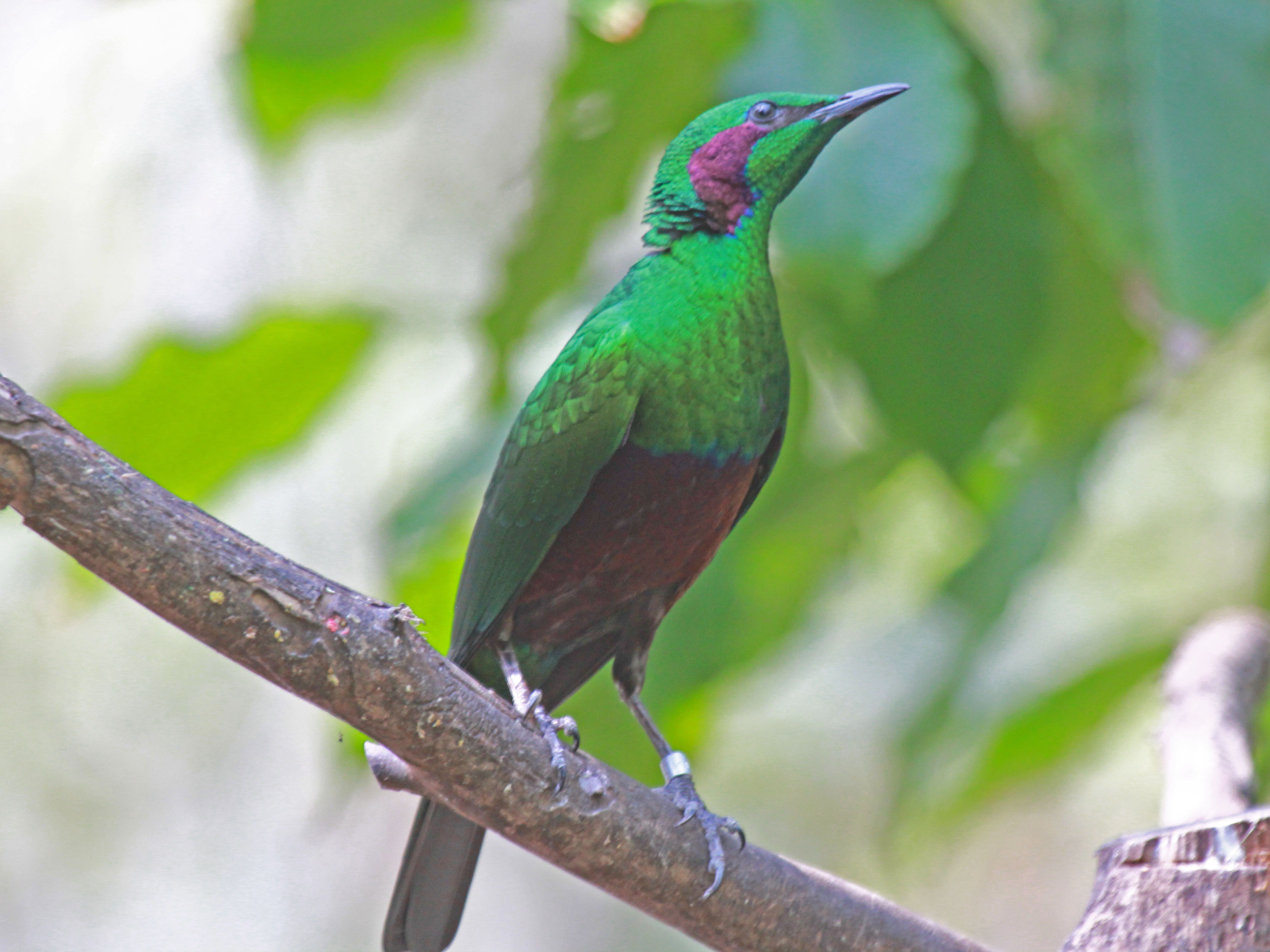
Schillerglanzstar
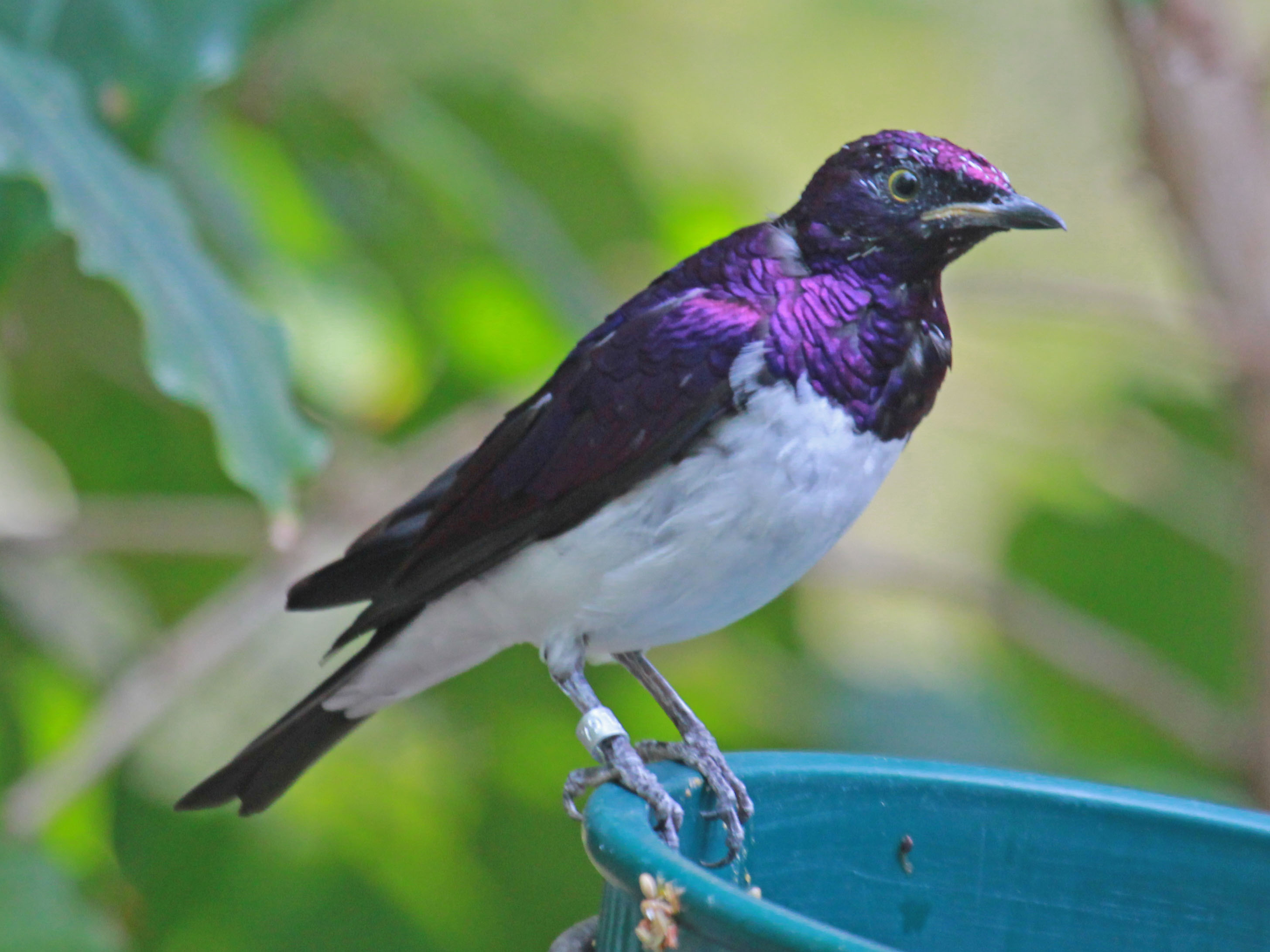
Amethystglanzstar
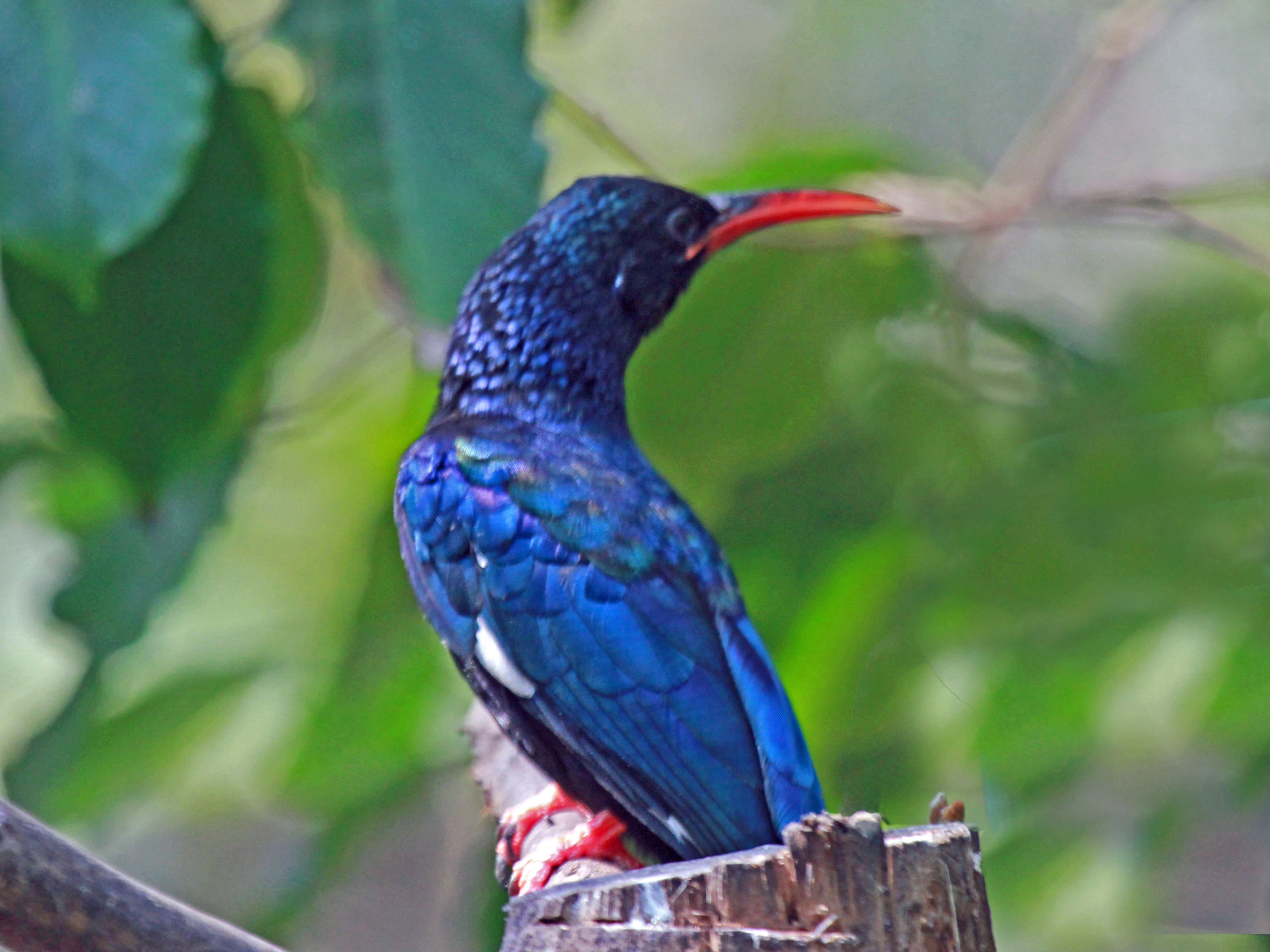
Baumhopf
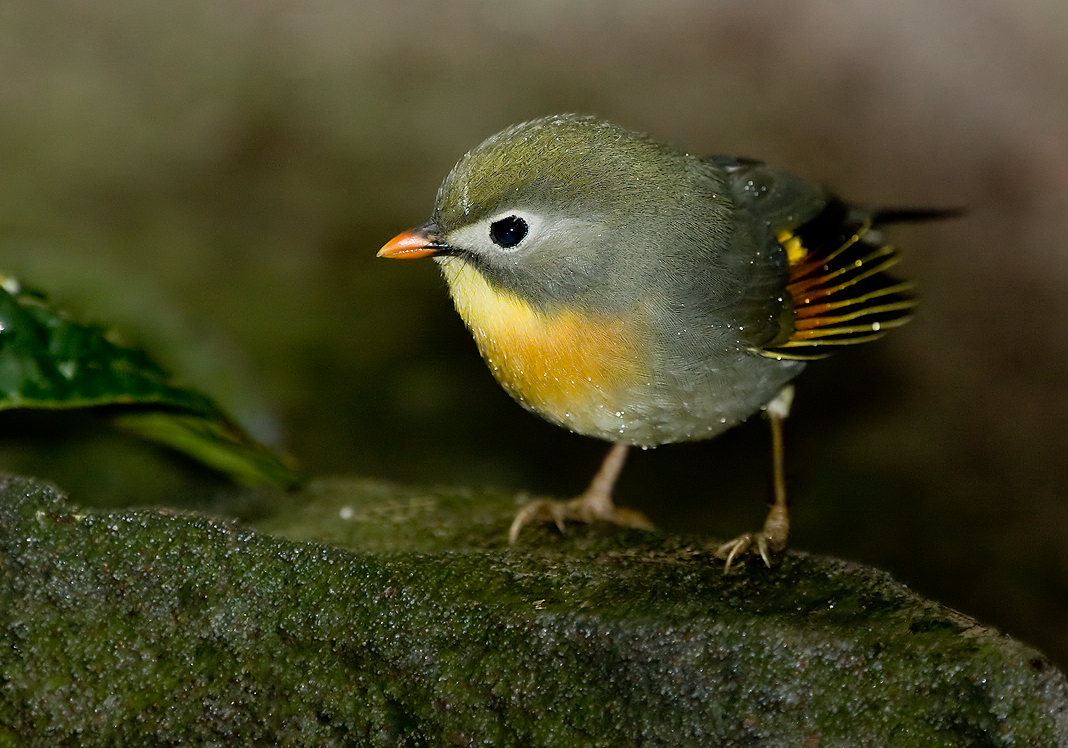
Sonnenvogel
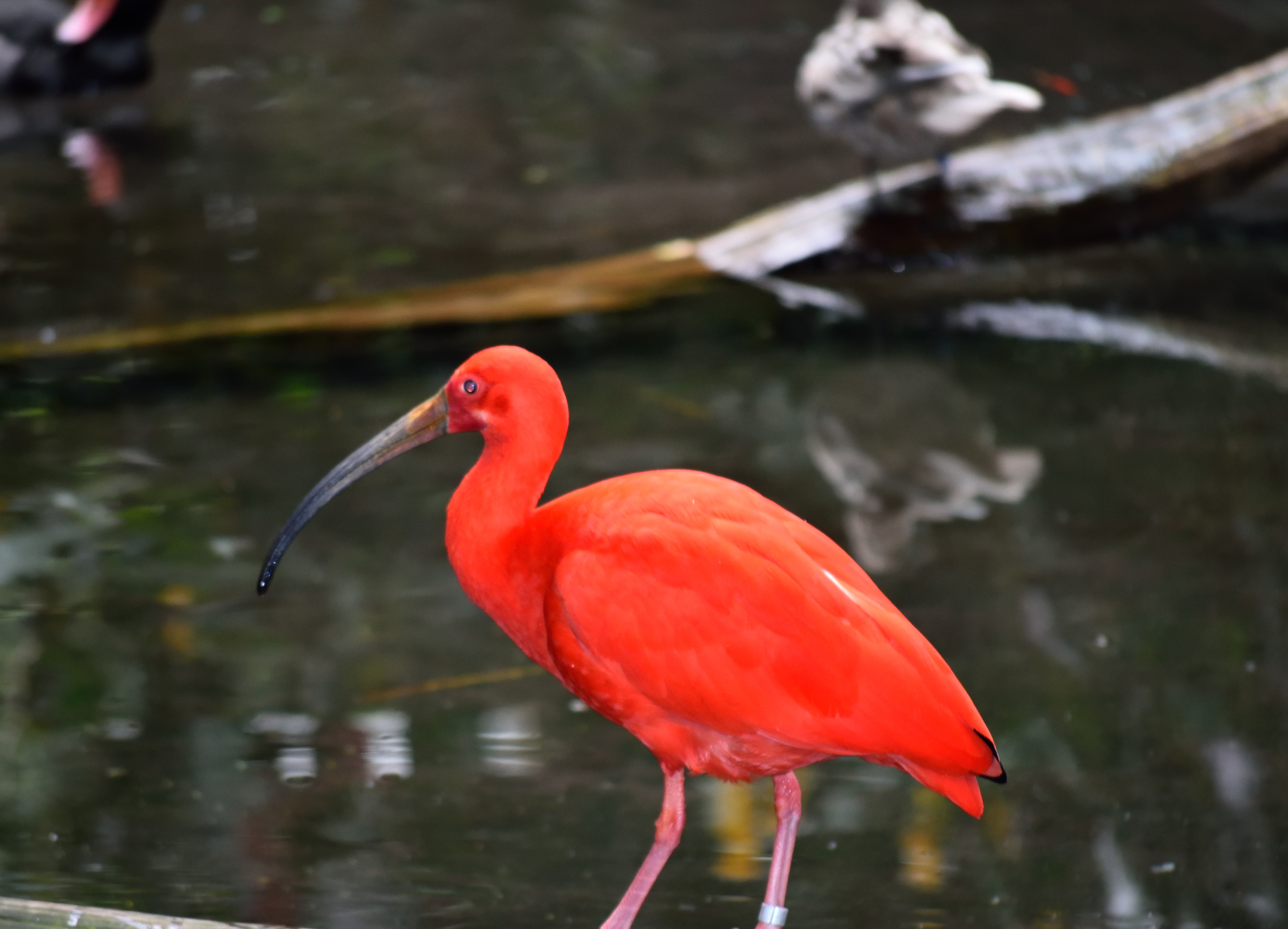
Roter Ibis

## Froschlurch-Erhaltungsprogramme
Jedes Jahr setzt der North Carolina Zoo Hunderte von Amphibien, die vom Aussterben bedroht sind, wieder in der Wildnis aus. Seit 2016 unterstützt der Zoo die North Carolina Wildlife Resources Commission (NCWRC) bei einem Programm für den Gopher Frog (Rana capito). Im Jahr 2020 wurden fast 300 Jungfrösche aufgezogen und freigelassen. Die Gesamtsumme beträgt damit 1093 Frösche, die in vier Jahren ausgewildert wurden. Jeder freigelassene Frosch wurde außerdem markiert. Sofern er irgendwann wiedergefunden wird, liefert er wertvolle Informationen zur Naturgeschichte.
Ein weiteres Projekt befasst sich mit der Puerto Rican crested toad (Peltophryne lemur), einer endemisch auf der Insel Puerto Rico lebenden Krötenart, die seit 2015 im Zoo gezüchtet wird. Bis Ende 2020 wurden über 2000 Kaulquappen der Kröte auf Puerto Rica ausgesetzt. Das Programm wird fortgeführt.
Noch in einem frühen Stadium befindet sich ein Projekt zum Schutz des als Schlammteufel (Cryptobranchus alleganiensis) bezeichneten amerikanischen Riesensalamanders, das seine Lebensräume verbessern und die Nachzucht erleichtern soll. Die dazu notwendigen Schritte werden jedoch nicht im Zoo, sondern an den Original-Lebensräumen der Tiere durchgeführt.